# Ali Mirzaei

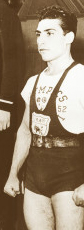
Ali Mirzaei bei den Olympischen Sommerspielen 1952

Ali Mirzaei (* 28. Januar 1929 in Teheran; † 18. Juli 2020 persisch علی ميرزائی) war ein iranischer Gewichtheber und Teilnehmer an den Olympischen Sommerspielen 1952 in Helsinki.
Nach dem Gewinn der Silbermedaille bei der Weltmeisterschaft des Jahres 1951 in Mailand gehörte er zu den Athleten Irans, die an den Olympischen Sommerspielen 1952 in Helsinki teilnahmen. Vor diesen Spielen stellte er in Teheran einen neuen Weltrekord auf: 128,5 kg im Stoßen. Bei den Olympischen Spielen in Helsinki wurde er mit insgesamt 300 kg hinter seinem Landsmann Mahmoud Namdjou Dritter und gewann somit die Bronzemedaille.
Ali Mirzaei gewann auch eine Silbermedaille bei den Asienspielen 1951 in Neu-Delhi und eine weitere Bronzemedaille bei der Weltmeisterschaft im Jahr 1954, die in Wien stattfand.